# Volbringen
Volbringen ist ein Ortsteil der Gemeinde Ense im Kreis Soest und liegt am Nordhang des Haarstrangs zwischen den Enser Ortsteilen Bilme und Oberense. Werl und Soest sind die nächstgrößeren Städte. Das Naherholungsgebiet Möhnesee ist etwa 5 km entfernt. Volbringen ist einer der kleineren Ortsteile Enses und hat rund 110 Einwohner.
Haupterwerbszweig im Ort ist die Landwirtschaft, nennenswerte wirtschaftliche Entwicklung ist in den letzten Jahrzehnten nicht zu verzeichnen. Landwirtschaftliche Anwesen und Neubebauung ergeben ein ansehnliches Gesamtbild.
Volbringen wurde im Zuge der kommunalen Neugliederung am 1. Juli 1969 mit 13 anderen selbständigen Orten zur neuen Gemeinde Ense zusammengefasst.